# Ekstraklasa
Ekstraklasa er den bedste polske fodboldliga for herrer. Ligaen består af de 16 bedste hold fra Polen. Gennem tiden har den haft en masse forskellige vindere bl.a.:
- Legia Warszawa
- Górnik Zabrze
- Wisła Kraków
- Ruch Chorzów
- Lech Poznań

## Ekstraklasa 2025/26
17. juli 2025
- 1. Lech Poznań
- 2. Raków Częstochowa
- 3. Jagiellonia Białystok
- 4. Pogoń Szczecin
- 5. Legia Warszawa
- 6. Cracovia
- 7. Motor Lublin
- 8. GKS Katowice
- 9. Górnik Zabrze
- 10. Piast Gliwice
- 11. Korona Kielce
- 12. Radomiak Radom
- 13. Widzew Łódź
- 14. Lechia Gdańsk
- 15. Zagłębie Lubin
- 16. Arka Gdynia - 1. (I liga)
- 17. Bruk-Bet Termalica Nieciecza - 2. (I liga)
- 18. Wisła Płock - 3. (I liga)

## Mestre
17. juli 2025
| - 1920: Den polsk-sovjetiske krig - 1921: Cracovia Kraków - 1922: Pogoń Lwów - 1923: Pogoń Lwów - 1924: Ingen vindere på grund af Sommer-OL 1924 i Paris - 1925: Pogoń Lwów - 1926: Pogoń Lwów - 1927: Wisła Kraków - 1928: Wisła Kraków - 1929: Warta Poznań - 1930: Cracovia Kraków - 1931: Garbarnia Kraków - 1932: Cracovia Kraków - 1933: Ruch Chorzów - 1934: Ruch Chorzów - 1935: Ruch Chorzów - 1936: Ruch Chorzów - 1937: Cracovia Kraków - 1938: Ruch Chorzów - 1939-1945: 2. verdenskrig - 1946: Polonia Warszawa - 1947: Warta Poznań - 1948: Cracovia Kraków - 1949: Wisła Kraków - 1950: Wisła Kraków - 1951: Wisła Kraków - 1952: Ruch Chorzów - 1953: Ruch Chorzów - 1954: Polonia Bytom - 1955: Legia Warszawa - 1956: Legia Warszawa - 1957: Górnik Zabrze - 1958: ŁKS Łódź - 1959: Górnik Zabrze - 1960: Ruch Chorzów - 1961: Górnik Zabrze - 1962: Polonia Bytom - 1962-63: Górnik Zabrze - 1963-64: Górnik Zabrze - 1964-65: Górnik Zabrze - 1965-66: Górnik Zabrze - 1966-67: Górnik Zabrze - 1967-68: Ruch Chorzów - 1968-69: Legia Warszawa - 1969-70: Legia Warszawa - 1970-71: Górnik Zabrze - 1971-72: Górnik Zabrze - 1972-73: Stal Mielec - 1973-74: Ruch Chorzów - 1974-75: Ruch Chorzów - 1975-76: Stal Mielec - 1976-77: Śląsk Wrocław - 1977-78: Wisła Kraków - 1978-79: Ruch Chorzów - 1979-80: Szombierki Bytom - 1980-81: Widzew Łódź - 1980-81: Widzew Łódź - 1982-83: Lech Poznań - 1983-84: Lech Poznań - 1984-85: Górnik Zabrze - 1985-86: Górnik Zabrze - 1986-87: Górnik Zabrze - 1987-88: Górnik Zabrze - 1988-89: Ruch Chorzów - 1989-90: Lech Poznań | - 1990-91: Zagłębie Lubin - 1991-92: Lech Poznań - 1992-93: Lech Poznań - 1993-94: Legia Warszawa - 1994-95: Legia Warszawa - 1995-96: Widzew Łódź - 1996-97: Widzew Łódź - 1997-98: ŁKS Łódź - 1998-99: Wisła Kraków - 1999-00: Polonia Warszawa - 2000-01: Wisła Kraków - 2001-02: Legia Warszawa - 2002-03: Wisła Kraków - 2003-04: Wisła Kraków - 2004-05: Wisła Kraków - 2005-06: Legia Warszawa - 2006-07: Zagłębie Lubin - 2007-08: Wisła Kraków - 2008-09: Wisła Kraków - 2009-10: Lech Poznań - 2010-11: Wisła Kraków - 2011-12: Śląsk Wrocław - 2012-13: Legia Warszawa - 2013-14: Legia Warszawa - 2014-15: Lech Poznań - 2015-16: Legia Warszawa - 2016-17: Legia Warszawa - 2017-18: Legia Warszawa - 2018-19: Piast Gliwice - 2019-20: Legia Warszawa - 2020-21: Legia Warszawa - 2021-22: Lech Poznań - 2022-23: Raków Częstochowa - 2023-24: Jagiellonia Białystok - 2024-25: Lech Poznań |

## Klubber efter antal af mesterskaber
Tyk skrift indikerer klubber der i øjeblikket spiller i Polens bedste række.
| Titles | Team                  | Year(s)                                                                                  |
| ------ | --------------------- | ---------------------------------------------------------------------------------------- |
| 15     | Legia Warszawa        | 1955, 1956, 1969, 1970, 1994, 1995, 2002, 2006, 2013, 2014, 2016, 2017, 2018, 2020, 2021 |
| 14     | Górnik Zabrze         | 1957, 1959, 1961, 1963, 1964, 1965, 1966, 1967, 1971, 1972, 1985, 1986, 1987, 1988       |
| 14     | Wisła Kraków          | 1927, 1928, 1949, 1950, 1951, 1978, 1999, 2001, 2003, 2004, 2005, 2008, 2009, 2011       |
| 13     | Ruch Chorzów          | 1933, 1934, 1935, 1936, 1938, 1952, 1953, 1960, 1968, 1974, 1975, 1979, 1989             |
| 9      | Lech Poznań           | 1983, 1984, 1990, 1992, 1993, 2010, 2015, 2022, 2025                                     |
| 5      | Cracovia Kraków       | 1921, 1930, 1932, 1937, 1948                                                             |
| 4      | Widzew Łódź           | 1981, 1982, 1996, 1997                                                                   |
| 4      | Pogoń Lwów            | 1922, 1923, 1925, 1926                                                                   |
| 2      | Polonia Bytom         | 1954, 1962                                                                               |
| 2      | Stal Mielec           | 1973, 1976                                                                               |
| 2      | ŁKS Łódź              | 1958, 1998                                                                               |
| 2      | Zagłębie Lubin        | 1991, 2007                                                                               |
| 2      | Śląsk Wrocław         | 1977, 2012                                                                               |
| 1      | Warta Poznań          | 1929                                                                                     |
| 1      | Garbarnia Kraków      | 1931                                                                                     |
| 1      | Szombierki Bytom      | 1980                                                                                     |
| 1      | Polonia Warszawa      | 2000                                                                                     |
| 1      | Piast Gliwice         | 2019                                                                                     |
| 1      | Raków Częstochowa     | 2023                                                                                     |
| 1      | Jagiellonia Białystok | 2024                                                                                     |

Antal samlede mesterskaber fordelt mellem de polske regioner:
| Region                       | Titles | Winning Clubs |
| ---------------------------- | ------ | --- |
| Voivodskabet Schlesien       | 32     | Górnik Zabrze (14), Ruch Chorzów (13), Polonia Bytom (2), Szombierki Bytom (1), Piast Gliwice (1), Raków Częstochowa (1) |
| Voivodskabet Lillepolen      | 20     | Wisła Kraków (14), Cracovia Kraków (5), Garbarnia Kraków (1)                                                             |
| Voivodskabet Masovien        | 17     | Legia Warszawa (15), Polonia Warszawa (2)                                                                                |
| Voivodskabet Storpolen       | 10     | Lech Poznań (9), Warta Poznań (1)                                                                                        |
| Voivodskabet Łódźsk          | 6      | Widzew Łódź (4), ŁKS Łódź (2)                                                                                            |
| Voivodskabet Nedre Schlesien | 4      | Zagłębie Lubin (2), Śląsk Wrocław (2)                                                                                    |
| Voivodskabet Nedrekarpater   | 2      | Stal Mielec (2) |
| Voivodskabet Podlaskie       | 1      | Jagiellonia Białystok (1)                                                                                                |